# Micrapate scapularis
Micrapate scapularis is een keversoort uit de familie boorkevers (Bostrichidae). De wetenschappelijke naam van de soort is voor het eerst geldig gepubliceerd in 1883 door Gorham.